# Mimi Walters
Marian E. "Mimi" Walters, nata Krogius (Dana Point, 14 maggio 1962), è una politica statunitense, membro della Camera dei Rappresentanti per lo stato della California.

## Biografia
Nata e cresciuta in California, dopo gli studi la Walters lavorò come broker e successivamente entrò in politica con il Partito Repubblicano.
Nel 1996 fu eletta nel consiglio comunale di Laguna Niguel, dove rimase per i successivi otto anni. Fra il 2000 e il 2001 svolse anche l'incarico di sindaco della città.
Nel 2004 venne eletta all'interno della legislatura statale della California e vi rimase per undici anni. Nel frattempo nel 2010 si candidò alla carica di Tesoriere di stato della California ma venne sconfitta.
Nel 2014 la Walters si candidò alla Camera dei Rappresentanti per il seggio lasciato vacante da John B. T. Campbell III e riuscì ad essere eletta deputata.
Sposata con David Walters, è madre di quattro figli.